# 1999年欧州議会議員選挙 (ポルトガル)
1999年欧州議会議員選挙は、欧州連合（EU）の議会組織である欧州議会を構成する欧州議会議員を選出するために1999年6月10、11、13日に欧州連合加盟15カ国で行われたヨーロッパにおける選挙である。欧州連合加盟国であるポルトガル共和国においては6月13日に行われた。本稿ではポルトガル共和国における欧州議会議員選挙の概要と結果について取り上げる。

## 概要
- 議員定数（ポルトガル）：25議席
- 議員の任期：5年
- 選挙権：18歳以上のEU市民
- 選挙制度：比例代表制
  - 全国を1選挙区とする。
  - 有権者は政党名簿のいずれか一つを選択して投票する（厳正拘束名簿式）。
  - 全国で集計された得票に応じ各政党に議席配分する（ドント式）。

## 選挙結果
投票日：1999年6月13日
| 政党及び政党連合                | 得票数    | 得票率 | 議席数 |
| ------------------------------- | --------- | ------ | ------ |
| 社会党 PS                       | 1,493,146 | 43.07  | 12     |
| 社会民主党 PPD/PSD              | 1,078,528 | 31.11  | 9      |
| 統一民主同盟 PCP-PEV            | 357,671   | 10.32  | 2      |
| 民主社会センター・人民党 CDS-PP | 283,067   | 8.16   | 2      |
| その他の政党及び政党連合        | 141,539   | 4.09   | 0      |
| 合計                            | 3,353,951 |        | 25     |

- 有権者数：8,681,854名
- 投票者数：3,467,085
- 投票率：39.93%

出典：CNE Resultados Elecitorais Parlamento Europeu 13-06-1999